# 製氷皿

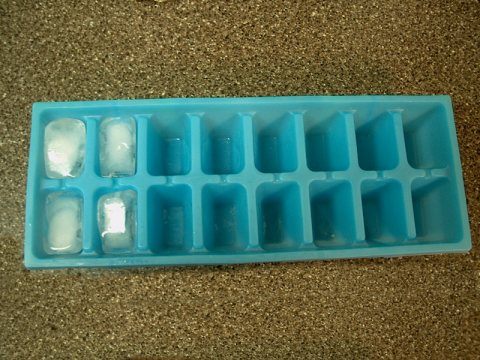
プラスチック製の製氷皿

製氷皿（せいひょうざら）とは、冷凍庫あるいは電気冷蔵庫の冷凍室などで一定した形をもつ氷を同時に大量に作るための容器である。アイストレーともいう。

## 概要
製氷皿の内部は一定の形に仕切られており、氷を作る際に容器内に水を張って冷凍庫などに入れることで、その形状にあわせた氷を作ることができる。冷凍室をもつ電気冷蔵庫では、冷凍室に製氷皿を置くための専用棚が設けられており手動で製氷皿に水を入れることで製氷が行われるものが多かったが、近年では自動製氷機能をもつ電気冷蔵庫が増えている。自動製氷機能をもつ電気冷蔵庫には給水タンクがあり、給水タンクに水を入れておけば、自動的に内部の製氷皿に注水され、氷が出来上がるとともに貯氷箱に氷が落とされるようになっている。

## 材質
製氷皿の材質は、プラスチック製、シリコン製、ステンレス製などがある。

## 形状
製氷皿は立方体あるいはそれに近い形状の氷ができるように内部が仕切られているものが多い。このほか、コップなどにたくさんの氷を入れるための小粒の氷ができる製氷皿、水筒などに入れるための細長い氷ができる製氷皿、さらに、かち割りのような形状の氷ができる製氷皿など特殊な形状をもつものもある。